# Zamek w Kożuchowie
Zamek w Kożuchowie – zabytkowa warownia w Kożuchowie.
Zamek wybudowana w XIII–XIV w. w miejscu starszego drewniano-ziemnego grodu przez Piastów głogowsko-żagańskich; położony w północno-zachodniej części Kożuchowa.

## Historia
Zamek w swojej pierwszej fazie składał się z wieży-stołpu zbudowanego w dolnej części na planie czworoboku i okrągłej w górnej części. Wieżę otaczały wcześniejsze fortyfikacje ziemne. W późniejszym okresie otoczono ją murem na planie czworoboku, wewnątrz którego zbudowano od wschodu budynek mieszkalny. W 1369 roku, po śmierci księcia Henryka V Żelaznego, stała się siedzibą jego syna Henryka VIII Wróbla. Książę Henryk IX Starszy otoczył obiekt drugim ciągiem murów. Zamek w tym czasie był wprzęgnięty w system miejskich murów obronnych. Śmierć Henryka XI głogowskiego w  1476 roku spowodowała wojnę o sukcesję. Na przełomie XV i XVI wieku zamek był w latach 1491–1498 w posiadaniu późniejszego króla polski Jana I Olbrachta, a w latach 1499–1506 Zygmunta I Starego, pełniących przed objęciem tronu funkcję namiestników księstwa głogowskiego w imieniu swojego starszego brata Władysława, będącego królem czeskim. Od południa zbudowano budynek bramny. Następnie zamek był rezydencją książęcą, a od 1685 roku klasztorem zakonu karmelitów. Dawna gotycka wieża została wkomponowana w zachodnie skrzydło mieszkalne, a cała warownia uległa przebudowie.
Po rozwiązaniu zakonu w 1810 roku miasto przekształciło obiekt w zbrojownię. W XIX wieku właścicielem zamku, aż do 1945 roku, była gmina ewangelicka, która w 1897 roku ufundowała od zachodu kościół na miejscu kaplicy zamkowej. Warownia nie uległa zniszczeniom w 1945 roku podczas II wojny światowej. Generalny remont przeprowadzono w latach 1976–1984 przystosowując obiekt do działalności kulturalnej. Obecnie czteroskrzydłowa budowla z kwadratowym dziedzińcem jest siedzibą Centrum Kultury  Zamek oraz Biblioteki Publicznej Miasta i Gminy Kożuchów.

## Galeria

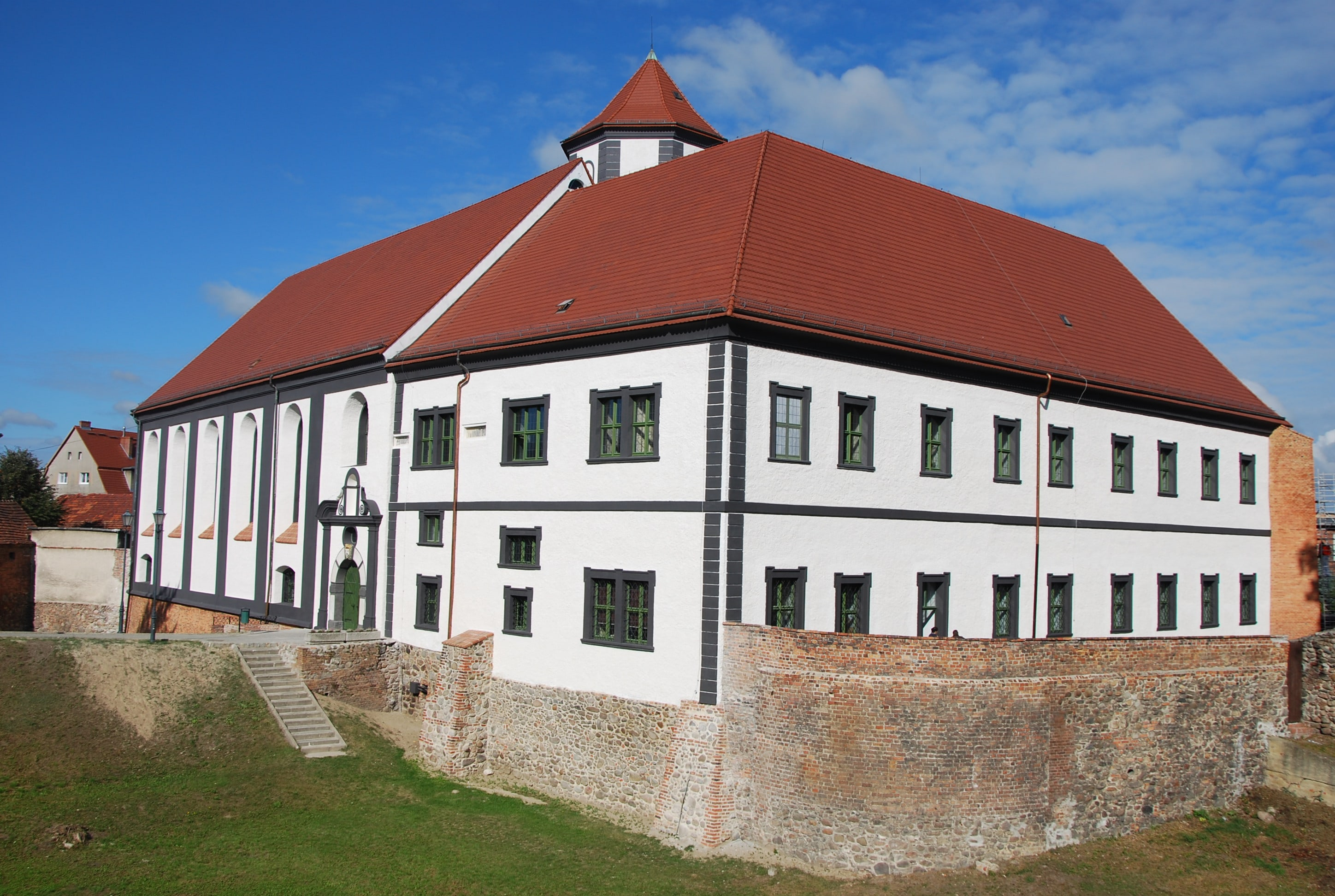
Panorama zamku
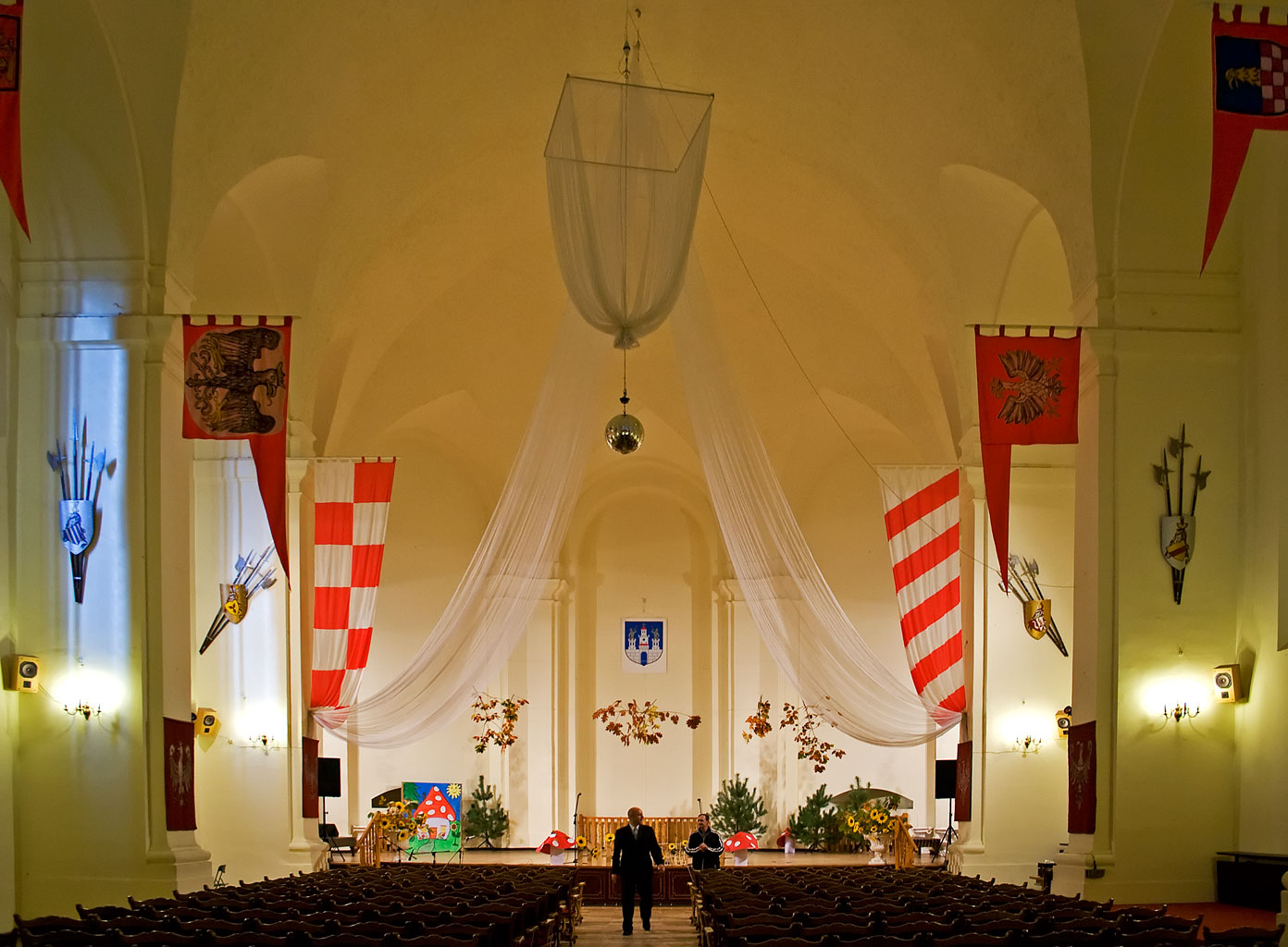
Sala zamkowa
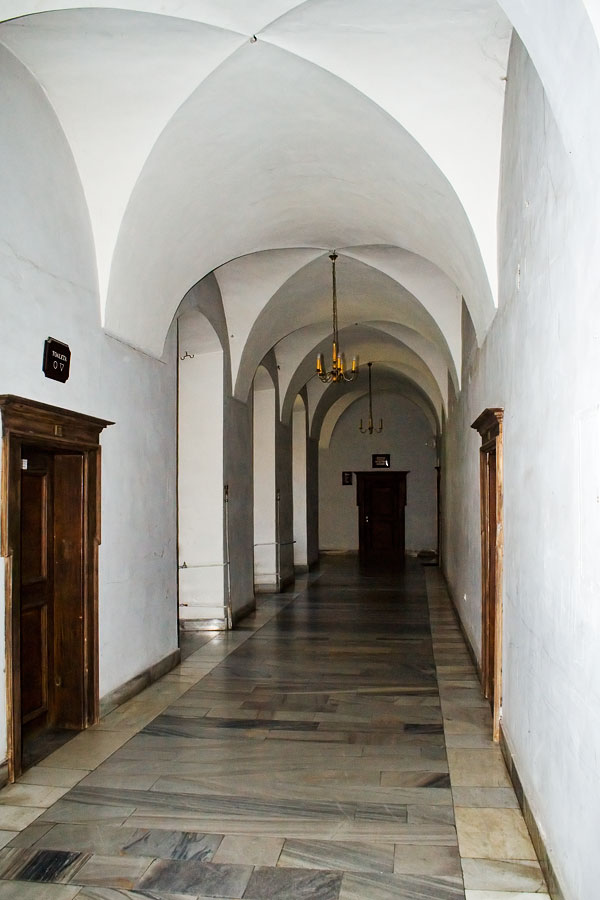
Korytarz zamkowy
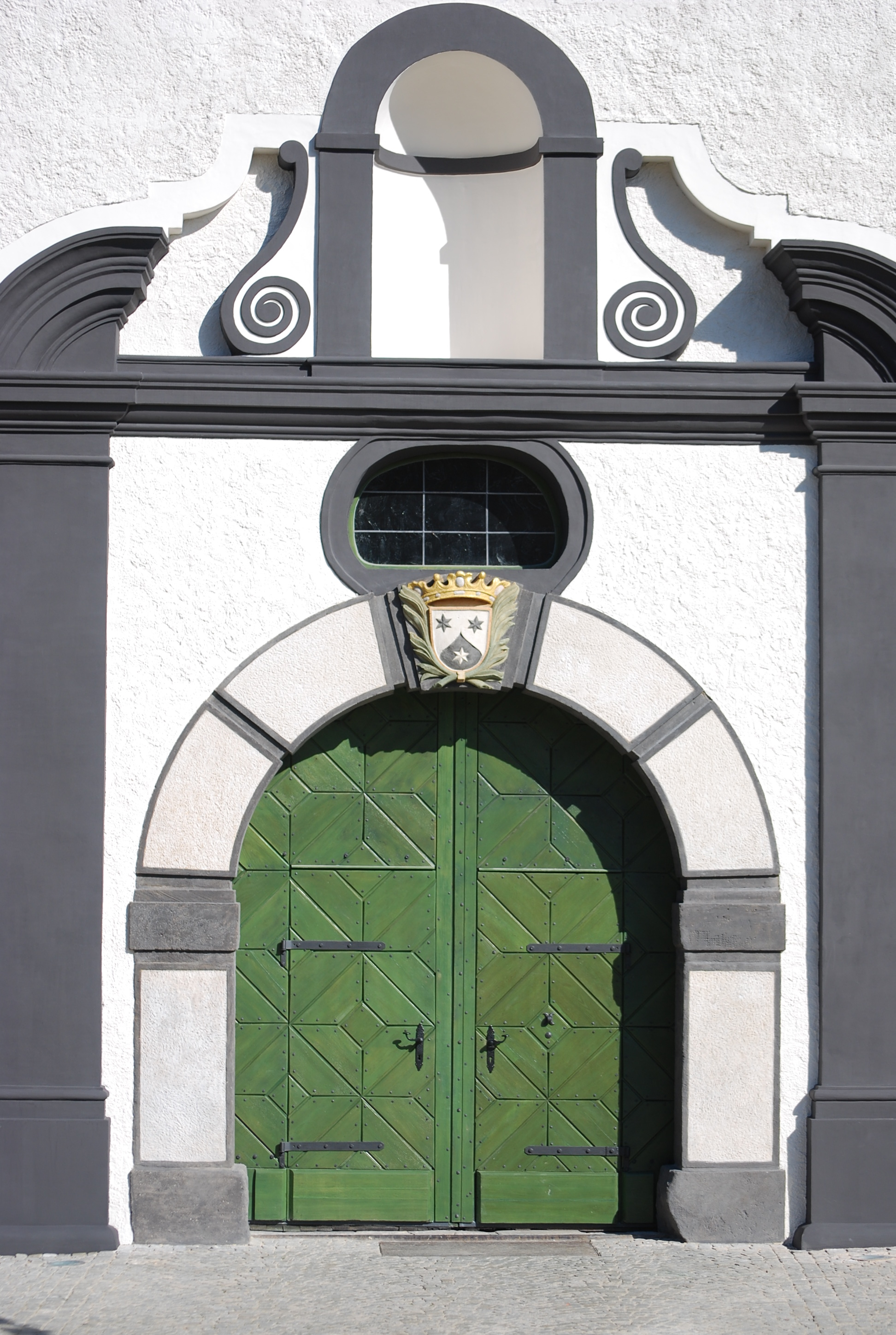
Brama z herbem oo. karmelitów
Herb oo. karmelitów